# Мужчина с гарантией
«Мужчи́на с гара́нтией» — российский комедийный фильм, который вышел на экраны  27 сентября 2012 года.
Съёмки проходили с ноября по декабрь 2011 года.

## Сюжет
В торговом центре работает охранником необычный человек. Он помогает всем вокруг: продавцам общепита и модной одежды, уборщикам и барменам в кафетерии. Однажды в его жизни появляется «стажёрка», которую необходимо обучить всему, что умеет он сам.
На самом деле это владелица торгового центра. Она заключила пари с конкурентом, что выйдет замуж за 7 дней. И это ей удается, охранник делает ей предложение. В момент помолвки появляется конкурент и разоблачает ее. Охранник подавлен. Он все потерял из-за женщины когда-то и теперь снова случилась беда из-за женщины.

## В ролях
| Актёр            | Роль                                                          |
| ---------------- | ------------------------------------------------------------- |
| Александр Олешко | Вадим Вилориевич Тарасевич охранник в крупном торговом центре |
| Нонна Гришаева   | Ирина Валерьевна Соболева совладелица сети гипермаркетов      |
| Дмитрий Нагиев   | Владимир Николаевич Лапутёв конкурент Ирины                   |
| Пётр Фёдоров     | Виталий менеджер торгового центра                             |
| Юлия Гришина     | Лиза продавщица в отделе нижнего белья                        |
| Юрий Никулин мл. | Балбес                                                        |
| Дмитрий Шаракоис | Мелкий                                                        |
| Михаил Павлик    | Глобус                                                        |
| Сергей Походаев  | Миша                                                          |
| Ольга Волкова    | баба Нина сердобольная старушка                               |
| Андрей Федорцов  | Работник ЗАГСа                                                |
| Павел Хрулёв     | покупатель                                                    |

## Отзывы и оценки
Лидия Маслова, «Коммерсантъ»:

Непросто с ходу объяснить, чем «Мужчина с гарантией», где режиссёром выступает Артём Аксёненко, отличается от других андреасяновских экспериментов, но он действительно не вызывает отвращения — возможно, потому, что в данном случае легче получается абстрагироваться от романтической сюжетной линии и от неуклюжих попыток авторов проявить чувствительность и доброту, которая им на самом деле не присуща. Чувствительности тут содержится необходимый, предписанный жанровым ГОСТом минимум, и вылезает он, слава богу, только к концу, а первым делом пол-экрана занимает абсолютное зло в исполнении неузнаваемого Дмитрия Нагиева. Для поклонников комической, точнее, фарсовой, ипостаси этого актёра «Мужчина с гарантией» — стопроцентный must see, и вероятно, после фильма таких поклонников может прибавиться (тем более если они посмотрят crazy credits с запоротыми дублями на финальных титрах, где его импровизации особенно развязны).

Иван Мрачко, «Ovideo.ru»:

Надеяться на то, что фильм получится более-менее сносным не приходилось, однако молодому режиссёру Артёму Аксёненко удалось снять действительно неплохую картину. Главный плюс «Мужчины с гарантией» — это непринуждённая и лёгкая атмосфера, созданная дуэтом Гришаева-Олешко. Эта парочка так сработалась во время работы в «Большой разнице», что изобразить влюблённых им не составило никакого труда. Дмитрий Нагиев, над которым серьёзно потрудились гримёры, в очередной раз порадовал своей безграничной харизматичностью. Даже в роли мерзкого босса.

Administrator, «Кинобукварь»:

По трейлеру казалось что данная картина — это типичная «пустышка» с отвратительным банальным сюжетом, нудной подачей и ничем не примечательной игрой актёров; на деле же это оказалась вполне сносная комедия с нетипичными для американского кинематографа художественными приёмами и с гармоничным профессиональным составом актёров. <…> Фильм «Мужчина с гарантией» снят с душой. <…> ...это качественная отечественная комедия, которая стоит того, чтобы побывать на её сеансе в кинотеатре. Можно даже пойти с детьми.

## Спин-офф
Через полтора года после выхода фильма Дмитрий Нагиев вновь появился в образе страдающего лишним весом миллионера Лапутёва в комедии Сарика Андреасяна «Что творят мужчины!», которая превзошла по сборам «Мужчину с гарантией», заработав 304 миллиона рублей, в то время как «Мужчина с гарантией» собрал в прокате 134 миллиона.